# Cosmin Gherman
Cosmin Marius Gherman (Bucarest, 25 aprile 1984) è un allenatore di calcio a 5 ed ex giocatore di calcio a 5 romeno.

## Carriera
Considerato uno dei migliori calcettisti rumeni della sua generazione, Gherman ha iniziato a giocare nel Transilvania per poi transitare per le squadre romene più competitive della sua epoca. Vanta, inoltre, una militanza decennale nella nazionale rumena con cui ha disputato tre campionati europei, di cui ha raggiunto i quarti di finale nelle edizioni 2012 e 2014. Ritiratosi a metà della stagione 2015-2016 per intraprendere la carriera di allenatore, Gherman ha vinto immediatamente il campionato rumeno con il City'us TM. In seguito, è stato l'artefice dei successi dell'effimero Imperial Wet.

## Palmarès

### Giocatore
- Campionato rumeno: 7
CIP Deva: 2005-06, 2006-07, 2008-09
City'us: 2009-10, 2010-11, 2012-13, 2014-15
- Coppa di Romania: 5
CIP Deva: 2006-07
City'us: 2009-10, 2010-11, 2012-13, 2013-14
- Supercoppa rumena: 1
City'us: 2010

### Allenatore
- Campionato rumeno: 3
City'us: 2015-16
Imperial Wet: 2018-19, 2020-21
- Coppa di Romania: 1
Imperial Wet: 2020-21
- Supercoppa rumena: 1
Imperial Wet: 2019